# Islam's Non-Believers
Islam's Non-Believers is een documentaire uit 2016, geproduceerd door Fuuse Films, gefilmd en geregisseerd door de prijswinnende Noors-Britse filmmaker Deeyah Khan. De film documenteert het leven en de ervaringen van ex-moslims: mensen die de islam hebben verlaten en atheïst zijn geworden. Zij worden vaak geconfronteerd met discriminatie, pesterijen, uitsluiting en geweld vanwege hun afvalligheid, zowel in het Verenigd Koninkrijk (waar het verhaal zich grotendeels afspeelt) en elders in de wereld.
De documentaire werd voor het eerst vertoond op het ITV-programma Exposure op 13 oktober 2016.

## Samenvatting
Islam’s Non Believers bestudeert de ervaringen van ex-moslims wereldwijd door het werk te volgen van de Council of Ex-Muslims of Britain, een steun- en actiegroep opgericht door de in Iran geboren mensenrechtenactivist Maryam Namazie.
De film beschrijft de gevaren en moeilijkheden van mensen die de islam hebben verlaten. Geïnterviewden, van wie verschillende incognito in beeld verschijnen, praten over het risico van suïcidale neigingen en automutilatie en de ervaringen van fysieke en psychologische mishandeling door familieleden. Velen zijn doodsbang om te worden ontweken of mishandeld als hun ongeloof bekend zou worden bij hun familie en gemeenschap. De film toont dat veel jonge Britse ex-moslims hun ware overtuigingen verbergen en een groot risico lopen in hun gemeenschap als zij 'uit de kast komen' als atheïst.
De documentaire vermeldt ook dat het gevaar voor ex-moslims die in overwegend islamitische landen wonen nog groter kan zijn. Op afvalligheid in de islam staat in veel landen de doodstraf. Atheïsten kunnen worden vervolgd door hun eigen overheid en riskeren geweld door extremistische bendes.
Speciale aandacht wordt gegeven aan de situatie van atheïstische en secularistische activists (schrijvers, bloggers, publicisten, wetenschappers) in Bangladesh, waar sinds 2013 tientallen mensen zijn vermoord in machete-aanslagen in het openbaar door moslimextremisten. Bij grote demonstraties in Bangladesh en in de Bengaalse gemeenschap in Londen is opgeroepen om atheïsten en afvalligen te doden.

## Cast
- Bonya Ahmed (uit Bangladesh)
- Nadia El Fani (uit Tunesië)
- Sadia Hameed (uit Engeland)
- Imad Iddine Habib (uit Marokko)
- Fauzia Ilyas (uit Pakistan)
- Maryam Namazie (uit Iran)
- Arif(ur) Rahman (uit Bangladesh)
- Rayhana Sultan (uit Bangladesh)
- "Safiyya" (pseudoniem)
- "Sameera" (pseudoniem)
- "Zainab" (pseudoniem)
- Verschillende ongeïdentificeerde ex-moslims over de hele wereld werden geïnterviewd via videotelefonie.
- Omer El-Hamdoon, voorzitter van de Muslim Association of Britain, werd ook geïnterviewd om een islamitisch perspectief over ex-moslims te geven.

## Ontvangst
In The Guardian kenschetste recensent Jonathan Wright de documentaire als "bitter" en het stuk over Bangladesh "uitzonderlijk verontrustend". De film laat helder zien dat vele afvalligen hulp nodig hebben bij het verlaten van de islam. Spiked-auteur Hardeep Singh noemde de film "uitstekend" en raadde deze met klem aan iedereen "die nog enige twijfel heeft over de moed die ervoor nodig is om uit de kast te komen als ex-moslim". Hij rekende voormalige moslims "tot de dapperste mensen die vandaag de dag in Groot-Brittannië wonen". Patheos-blogger Farouk A. Peru vond de inhoud "bevooroordeeld", want "er werd nog geen hele seconde besteed aan het presenteren van de mening van vrijzinnige en progressieve moslims", die het vermoorden van afvalligen afwijzen omdat het niet verplicht wordt door de Koran. Desondanks zei hij als gelovig moslim de ex-moslims volkomen te steunen als onderdeel van de bredere beweging van dissidente moslims en vond hij de verhalen van ex-moslims in Islam’s Non-Believers "ongelofelijk hartverscheurend".
Op 23 juli 2017 kreeg regisseur Deeyah Khan een prijs van de Council of Ex-Muslims of Britain voor het aankaarten van het lot van ex-moslims. Namazie bedankte haar voor het maken van een film over een taboe-onderwerp en hoewel Khan zelf moslim is, werd ze gezien als een vriend en bondgenoot van de CEMB. Zelf was Khan niet bij de uitreiking aanwezig, derhalve nam Sadia Hameed, die prominent in de film voorkwam, de prijs namens haar in ontvangst en vertelde waarom de film voor haar en haar lotgenoten zo belangrijk is: "Ex-moslims, atheïsten, vrijdenkers, wij zijn allemaal door de hele geschiedenis vervolgd. We waren naamloos, gezichtsloos, stemloos. Deeyah gaf ons een stem, een gezicht, ze maakte ons weer menselijk."